# Richard Bartz (Schriftsteller)
Richard Bartz (* 28. September 1880 in Rützenhagen in Pommern; † 20. November 1955 in Oberkirch in Baden-Württemberg) war ein Schriftsteller und pommerscher Heimatdichter.

## Leben und Wirken
Richard Bartz wurde als Sohn eines pommerschen Landwirtes geboren. In seinem Geburtsort Rützenhagen bei Schivelbein wuchs er auf und besuchte die Schule. Er wählte den Beruf des Lehrers und bildete sich hierfür zunächst an der Präparandenanstalt in Plathe und anschließend am Lehrerseminar in Pyritz aus, wo er sein Lehrerexamen absolvierte.
Anschließend arbeitete Bartz als Lehrer nacheinander in mehreren pommerschen Orten: Von 1900 bis 1903 in Saagen bei Labes, von 1904 bis 1907 in Kolzow auf Wollin und von 1907 bis 1945 in Katschow bei Dargen auf Usedom.
Im Jahre 1955 siedelte Bartz aus der DDR nach Oberkirch in Baden-Württemberg über, wo er seinen Lebensabend verbrachte.
Richard Bartz schrieb unzählige Beiträge für die Stettiner und die Swinemünder Tageszeitungen, in Heimatkalendern und auch im Pommerschen Jugendfreund. Im Jahre 1901 veröffentlichte er eine Sammlung seiner Gedichte.